# Tityus moralensis
Espèce
Tityus moralensis est une espèce de scorpions de la famille des Buthidae.

## Distribution
Cette espèce est endémique du département de Valle del Cauca en Colombie. Elle se rencontre vers El Cerrito.

## Description
Le mâle holotype mesure 55,03 mm et la femelle paratype 57,99 mm, les femelles mesurent de 53,38 à 61,55 mm.

## Systématique et taxinomie
Cette espèce a été décrite par Moreno-González, Pinto-da-Rocha et Cabra-García en 2022.

## Étymologie
Son nom d'espèce, composé de moral et du suffixe latin -ensis, « qui vit dans, qui habite », lui a été donné en référence au lieu de sa découverte, El Moral.

## Publication originale
- Moreno-González, Pinto-da-Rocha & Cabra-García, 2022 : « On the Tityus forcipula species group: redescription of Tityus forcipula (Scorpiones, Buthidae), description of a new Andean species, and notes on the taxonomy of the group. » Zootaxa, no 5155(2), p. 174-178.